# To the Lost
(Nucky Thompson)
To the Lost (lett. Ai caduti) è il 24º episodio della serie televisiva statunitense Boardwalk Empire - L'impero del crimine dell'emittente HBO, 12º e ultimo episodio della seconda stagione della serie. Trasmesso in patria l'11 dicembre 2011, ha totalizzato 3.008.000 spettatori.
Ai Premi Emmy 2012, il regista dell'episodio Tim Van Patten si è aggiudicato per la prima volta il premio alla Miglior regia per una serie TV drammatica dopo una lunga serie di nomination (I Soprano, Il Trono di Spade, The Pacific, Sex and the City). Il premio si aggiunge agli altri 17 vinti dalla serie su 47 nomination totali.
Grazie soprattutto all'inaspettato e drammatico finale, l'episodio ha ricevuto critiche generalmente molto positive.

## Trama
Mentre Jimmy Darmody e Richard Harrow portano a "Chalky" White gli assassini del Ku Klux Klan che avevano assaltato il suo magazzino, chiedendo in cambio un incontro con Nucky, a Filadelfia il boss incontra Manny Horwitz, nascosto nei sotterranei di una sinagoga dopo aver ucciso Angela, la moglie di Jimmy. Manny vuole da Nucky la testa di Waxey Gordon, in cambio della consegna di Jimmy: Nucky rifiuta, essendo Waxey Gordon suo socio d'affari.

Margaret incontra di nascosto il procuratore Esther Randolph, che sta per accusare Nucky: la Randolph cerca di convincerla a testimoniare contro il marito, in cambio di un non coinvolgimento nelle indagini. Nucky accetta di incontrare Jimmy: alla casa sul mare, il giovane confida al suo mentore di aver ucciso il padre, il commodoro Kaestner, e di cercare l'assassino della moglie. Incalzato da Nucky, Jimmy ammette di aver ordito l'attentato che per poco non costava la vita a Nucky, ma di non aver voluto davvero ucciderlo, dando la colpa a Eli. Alla sera, Nucky si confronta con Margaret, ribadendo il suo amore verso di lei e i bambini e chiedendole di sposarlo, per evitare che lei possa testimoniare contro di lui.
A casa del commodoro, Jimmy comunica ai suoi soci d'affari (tra cui James Neary, nuovo tesoriere di Atlantic City al posto di Nucky) di ritrattare le testimonianze nei confronti di Nucky e di dare la colpa ad Eli. I soci gli consigliano di continuare nella battaglia, in particolare Neary che gode di una posizione di prestigio che non vuole lasciare. La mattina seguente, Jimmy e Richard Harrow si recano da Neary, lo costringono a firmare una confessione in cui incolpa Eli e lo ammazzano brutalmente, fingendo un suicidio. Nel frattempo Nucky e Margaret si sposano e il procuratore Randolph prepara le accuse.

Giunti in tribunale, con le ritrattazioni dei testimoni, il matrimonio di Margaret e la confessione di Neary, le accuse della Randolph non reggono e il processo viene annullato: tra le varie conseguenze, Eli viene rilasciato. Il giorno dopo, i due fratelli si confrontano per la prima volta dopo l'attentato: Eli si professa innocente, ma Nucky lo convince a prendersi tutte le colpe e passare un anno in galera.

Nel frattempo a New York, Lucky Luciano e Meyer Lansky propongono a Arnold Rothstein di entrare nel nascente traffico di eroina e a Cicero, l'agente Van Alden tenta di ricominciare una nuova vita con la sua compagna, sotto la falsa identità di Muller. Quando le cose sembrano calmarsi, in una notte di pioggia, Jimmy riceve una telefonata da Nucky che lo informa di aver trovato Manny Horwitz e che si incontrerà con lui al Monumento ai Caduti: Jimmy, in cerca di vendetta, rifiuta l'aiuto di Richard e si reca sul luogo, solo e disarmato. Giunto all'appuntamento, capisce subito che si tratta di un agguato e confessa a Nucky di essere già "morto in una trincea" anni prima: Nucky lo uccide con un colpo alla testa.

## Premi
- 2012 - Premi Emmy
  - Miglior regia per una serie tv drammatica a Tim Van Patten

## Produzione
In fase di sceneggiatura della seconda stagione, Winter e gli altri sceneggiatori avevano deciso di portare il personaggio di Nucky oltre il proprio ruolo di criminale e uomo d'affari senza scrupoli, facendolo diventare un vero e proprio gangster (anche la campagna promozionale della stagione successiva punta su questo aspetto "Non si può essere un gangster a metà").
Intervistato dall'HBO sul suo ruolo da protagonista e sulla scena finale con Jimmy Darmody, Steve Buscemi ha dichiarato "Mi piace Michael Pitt ed è odioso quando qualcuno che ti piace deve lasciare lo show. Dovendo fare una scena come questa, dove uccido un altro attore che mi piace (…) ho chiamato Terry e Tim Van Patten chiedendo loro di parlare della scena. Terry mi ha ricordato chi è Nucky e perché non può lasciare che Jimmy sopravviva, indipendentemente dall'affetto nei confronti del ragazzo"